# Crash (serie de televisión)
Crash es una serie de televisión estadounidense que narra a la vez varias tramas sobre las vidas de una serie de personajes que acaban estando relacionados a lo largo del desarrollo. La serie está basada en la película homónima de 2004. La acción se desarrolla generalmente en la ciudad de Los Ángeles, California, EE. UU..

## Formato de la serie
Los episodios tienen una duración de entre 43 y 50 minutos.
El formato de imagen es 480iSDTV y 1080iHDTV. El sonido está en Surround5.1 y Dolby Digital5.1.

## Producción
Starz la produce intentando mantenerse en el mercado de compañías como Showtime o HBO, las cuales compiten duramente en el espacio televisivo de las series.

### Primera temporada
El 17 de octubre de 2008 se estrenó la primera temporada de Crash en los Estados Unidos, compuesta de 13 episodios. En la primera temporada se introducen los personajes, se explica cómo ha llegado cada uno de ellos a esa situación y se muestran las primeras interacciones entre ellos.

### Segunda temporada
La segunda temporada se estrenó en Estados Unidos el 18 de septiembre de 2009 y consta de trece episodios. Puede que sea la última temporada debido a la muerte de Dennis Hopper el 29 de mayo de 2010.

## Reparto
- Dennis Hopper
- Eric Roberts
- Ross McCall

## Audiencias
La siguiente tabla muestra datos de las temporadas de Crash en Estados Unidos, pero sin incluir las audiencias de los episodios repetidos.
| Temporada | Día de emisión | Estreno de temporada | Final de temporada | N.º de episodios | Espectadores (en millones) | Ranking (más vistos) |  |
| --------- | -------------- | -------------------- | ------------------ | ---------------- | -------------------------- | -------------------- |  |
| 1         | x, 00:00       | 00 de de 2008        | 00 de de 2008      | 00               | 00 millones                | #00                  |  |
| 2         | x, 00:00       | 00 de de 2009        | 00 de de 2009      | 00               | 00 millones                | #00                  |  |

^ = Promedio de audiencia considerando los 11 primeros episodios